# Kyle Sullivan
Pour les articles homonymes, voir Sullivan.
Kyle Sullivan est un acteur américain né le 24 septembre 1988  à Los Angeles, Californie (États-Unis).

## Biographie
Kyle Sullivan joue le rôle de « Dabney Hooper » dans la série Malcolm, et a pris part à un épisode de Scrubs.

## Filmographie
- 1998 : Soldier : Tommy
- 1999 : Urgences  (série télévisée): Nicholas Rosato, le garçon qui se fait tirer dessus
- 1999 : Morinie: Une leçon de vie (Tuesdays with Morrie) (TV) : Young Morrie
- 2000 : Geppetto (TV) : Featured
- 2000 - 2003 : Malcolm (Malcolm in the Middle) (série télévisée): Dabney Hooper
- 2001 : Le Grand Coup de Max Keeble (Max Keeble's Big Move) : Techie Kid
- 2002 : Fillmore ! (série télévisée) : Danny O'Farrell (voix)
- 2002 : Whatever Happened to Robot Jones? (série télévisée) : Socks / Dan (voix)
- 2002 : Le Maître du déguisement (The Master of Disguise) de Perry Andelin Blake : Kyle
- 2003 - 2004 : Scrubs (série télévisée), saison 3, épisode 18 : Bryan : un patient pianiste
- 2005 : All That 10th Anniversary Reunion Special (TV) : Various characters
- 2005 : La Guerre à la maison (série télévisée) : Larry Gold (VF : Hervé Grull)